# Zellkompartiment
Als Zellkompartimente werden in der Biologie verschiedenartige Räume innerhalb einer Zelle bezeichnet. Auch innerhalb der Organellen sind einzelne Kompartimente strukturell voneinander geschieden.
Im Gegensatz zu dem Begriff ‚Organell‘, der sich immer auf ein einzelnes Objekt bezieht (etwa ein Mitochondrium), wird der Begriff Kompartiment für die Summe aller gleichartigen zellulären Räume verwendet. Eine Zelle kann demnach viele Mitochondrien haben, aber nur ein mitochondriales Kompartiment.
Auch das Cytoplasma ist ein Kompartiment, aber kein Organell.
Weitere Kompartimente der Eukaryoten werden von den Komponenten des Endomembransystems (etwa der Innenraum des Endoplasmatischen Retikulums), dem Zellkern (Karyoplasma bzw. Kernmatrix), den Mitochondrien (Matrix), und – falls wie bei den Pflanzen und Grünalgen vorhanden – den Chloroplasten und anderen Plastiden (Stroma) sowie der Vakuolen und der Innenräume der Thylakoide gebildet. Eine spezielle Form ist zudem das Lytische Kompartiment.
Kompartimente sind meist durch Biomembranen voneinander abgegrenzt, aber auch Bereiche der Zelle, die nicht durch eine Biomembran abgetrennt sind, können Kompartimente darstellen, wie das heterochromatische und das euchromatische Kompartiment im Zellkern. Mit Hilfe der von Eberhard Schnepf vorgeschlagenen Kompartimentierungsregel können Kompartimente der plasmatischen- oder der nichtplasmatischen Phase zugeordnet werden.

## Bedeutung von Zellkompartimenten
Die Zelle ist in unterschiedliche Reaktionsräume (Kompartimente) gegliedert, so dass auf engstem Raum verschiedene Stoffwechselreaktionen ermöglicht werden. Es entstehen unterschiedliche Mikroumgebungen. Viele der Organellen besitzen Biomembranen. Die Biomembranen stellen eine Abgrenzung kleinster Bereiche zur Umgebung dar und ermöglichen durch ihre steuerbare Durchlässigkeit eine selektive Permeabilität. In derartig abgetrennten Kompartimenten können unterschiedliche Vorgänge ablaufen, z. B. Entgiftungsprozesse, biochemische Reaktionen, die sich gegenseitig und damit den Chemismus der gesamten Zelle stören würden.
Durch die Membranen der unterschiedlichen Kompartimente können außerdem Konzentrationsgradienten aufgebaut werden. Das heißt, dass sich die Konzentrationen gelöster Stoffe (z. B. Ionen wie Kaliumionen oder Calciumionen) auf den beiden Seiten der Membran unterscheiden. Dieses Konzentrationsgefälle kann z. B. von Proteinen genutzt werden, um Stoffe zu synthetisieren oder im Austausch gegen Ionen andere Ionen durch die Membran zu transportieren.
Das Vorhandensein von Kompartimenten ermöglicht eine intrazelluläre Arbeitsteilung, durch die eine enorme Differenzierung und Leistungssteigerung der spezialisierten Zelle ermöglicht wird. Kompartimentierung ist somit auf zellulärer Ebene die evolutionäre Voraussetzung für die Entstehung komplexer, differenzierter Organismen.
Die Unterteilung der Zelle in Reaktionsräume (Kompartimentierung) ermöglicht außerdem eine erhebliche Beschleunigung von Stoffwechselreaktionen. Die Konzentrierung der Metabolitteilchen auf kleinere Zellteilräume führt aufgrund der geringeren Diffusionsstrecken zu einer Erhöhung der Stoßwahrscheinlichkeit und des Reaktionsumsatzes (vgl. Ficksches Gesetz).
Aber auch viele prokaryotische Zellen besitzen Kompartimente. Eines der bestuntersuchten ist der Periplasmatische Raum der Proteobakterien, der sich zwischen Cytoplasmamembran und äußerer Membran befindet. Dieses Kompartiment enthält unter anderem die Zellwand.
Das Zellinnere von Planctomyceten ist ebenfalls stark kompartimentiert, ohne dass man bisher Einzelheiten über die Funktion der einzelnen abgegrenzten Räume kennt. Ein weiteres bakterielles Kompartiment, das bei Grünen Nichtschwefelbakterien vorkommt, sind Chlorosomen, die die lichtabsorbierenden Pigmente dieser phototrophen Bakterien enthalten.